# George Segal (Künstler)

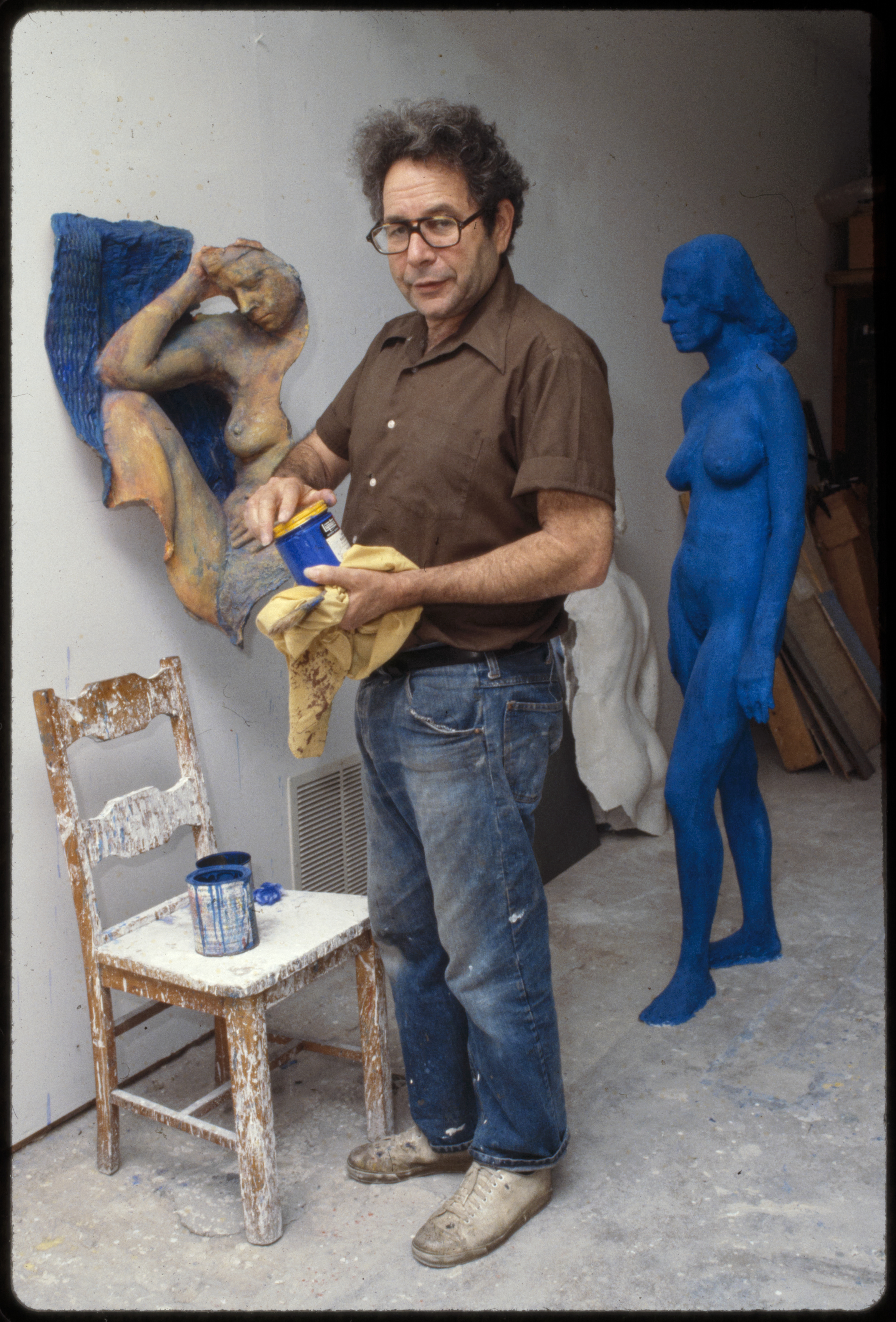
George Segal (1979)

George Segal (* 26. November 1924 in New York City, N.Y.; † 9. Juni 2000 in New Brunswick) war ein US-amerikanischer Künstler, der vor allem durch seine Gips-Plastiken bekannt wurde.

## Leben
George Segal wurde 1924 als Sohn polnischer Einwanderer in New York geboren. Er begann 1941 ein Kunststudium an der Cooper Union School of Art. Bedingt durch den Ausbruch des Krieges in den USA und seine dadurch erforderliche Arbeit auf der elterlichen Hühnerfarm musste er bereits nach einem Jahr das Studium unterbrechen. 1946 setzte er das Studium an der Rutgers University dann schließlich fort.
Segals frühe Zeichnungen und Bilder aus den 1950er Jahren stellen Menschen in oft sehr dramatischen Situationen dar. Während dieser Phase suchte Segal den Wandel vom Bild in den realen Raum.
Er war Teilnehmer der 4. documenta in Kassel im Jahr 1968 und auch auf der Documenta 6 im Jahr 1977 als Künstler vertreten. 1979 wurde er in die American Academy of Arts and Sciences und 1981 in die American Academy of Arts and Letters aufgenommen. 1999 wurde George Segal zum Mitglied (NA) der National Academy of Design gewählt.

## Plastische Arbeiten
Im Zuge der neu aufkommenden Pop Art beginnt Segal in seinen plastischen Arbeiten mit Gips Figuren zu gestalten und präsentiert 1959/60 seine erste situationelle Skulptur „Man on a bicycle“. Typisch für Segal ist die Verbindung von Gipsfiguren und echten Gegenständen. In diesem Beispiel ist der Fahrradfahrer aus Gips gefertigt, das Fahrrad ist hingegen ein handelsüblicher Gegenstand.
In seinen ersten Skulpturen arbeitete der Künstler noch mit Holz und Draht als Gerüst für seine Figuren. 1961 ging er dazu über, mit Gipsbandagen direkte Körperabformungen vorzunehmen. Nach dem Entfernen der Gipshülle wurden diese zu einem Körper zusammengesetzt. In den folgenden Jahren entstanden unter Einbeziehung realer Gegenstände Environments wie zum Beispiel „Cinema“ (1963) und „The Restaurant“ (1967).

## Werke (Auswahl)

The Holocaust (1984), Mahnmal in San Francisco (Teilansicht einer „environmental sculpture“; Gips-Plastik, Stacheldraht, Baumstamm)

- 1964: Rock and Roll Combo, Gipsfigur
- 1965: Portrait of Robert and Ethel Scull, Gips und Sofa, Aichi Prefectural Museum of Arts,
- 1962: The Bus Driver, Gips und Busheck, The Museum of Modern Art-New York
- 1970: Alice, ihre Gedichte und Musik hörend, Gipsfigur[3]
- 1985: Woman in Lace, Bronze weiß lackiert
- 1989: Chance Meeting, Bronze, 310 × 117 × 193 cm
- 1989:  Woman on a Bench, Bronze weiß lackiert und Metallbank, 132,1 × 182,9 × 94 cm

### Körperteile werden Kunst
Über viele Jahre hinweg hatten sich große Mengen von nicht montierten Gipsformen gesammelt, die Segal in seinen bisherigen Arbeiten nicht verarbeiten wollte, weil er sie nicht passend oder ästhetisch genug fand. 1969 begann er damit, die Überreste zu eigenen Skulpturen und Reliefs zu verarbeiten und Bruchstücke eines Körpers zu neuen Gebilden zu verarbeiten. Die Fragmente zeigten einzelne Körperteile wie Brüste, Gesäße, Schultern, Kinnpartien.

### Farbkomposition
Segal hat meist gänzlich auf Farben verzichtet. Wenn er Farben benutzte, so waren die Figuren zum großen Teil einfarbig gehalten. Die monochrome „Haut“, welche die Figur bekommt, soll den naturalistischen Eindruck nehmen und den fiktionalen Eindruck der Szene verstärken. Dieses Spielen mit Farben sollte den Betrachter dazu einladen, in das Geschehen einzutreten. In Woman against black window, einem späteren Werk von George Segal, hat er Torso und Farbe verbunden. Die leicht bekleidete Frau, von der man nur den halbentblössten Oberkörper sehen kann, steht vor einem schwarzen Fenster in einer schwarzen Wand.

### Stillleben
Anfang der 1980er Jahre entstanden durch Übergießen von Früchten, Flaschen und anderen Gegenständen mit Gips plastische Stillleben.

### Künstlerische Wirkungen
Mit seinen environmentalen Plastiken sucht Segal nicht das Spektakuläre, sondern er will das alltägliche Leben auffangen, die das Auge schon gar nicht mehr wahrnimmt, weil es zu alltäglich geworden ist. Auf diese Art reflektiert er die Zustände der amerikanischen Gesellschaft.
Segals Arbeiten wirken mitunter trostlos, was durch das Fehlen jeglicher Kommunikation verstärkt wird. Auch die Anonymität und Isolation jeder einzelnen Figur heben noch zusätzlich das melancholische Gefüge einer jeden Szene an.
Die lebensgroßen figürlichen Arbeiten haben durch den Arbeitsprozess einerseits einen unmittelbaren Realitätsbezug, anderseits verfremdet und verallgemeinert der farblose Gips die dargestellten Szenen, in die der Betrachter einbezogen wird.

## Zitat
„Ich nehme mein Leben im Zusammenhang mit Objekten wahr, und ich betrachte diese Objekte als das, was sie sind, nämlich als plastische, ästhetische Formen. Und was mich dabei fasziniert, ist die Art, wie sie sich in einer nichtmenschlichen Weise zu ihnen verhalten.“